# Don't Tickle
Don't Tickle è un cortometraggio muto del 1920 diretto da John G. Blystone.

## Produzione
Il film fu prodotto dalla Fox Film Corporation.

## Distribuzione
Distribuito dalla Fox Film Corporation, il film - un cortometraggio in due bobine - uscì nelle sale cinematografiche USA nell'ottobre 1920.